# Масив черенковських телескопів

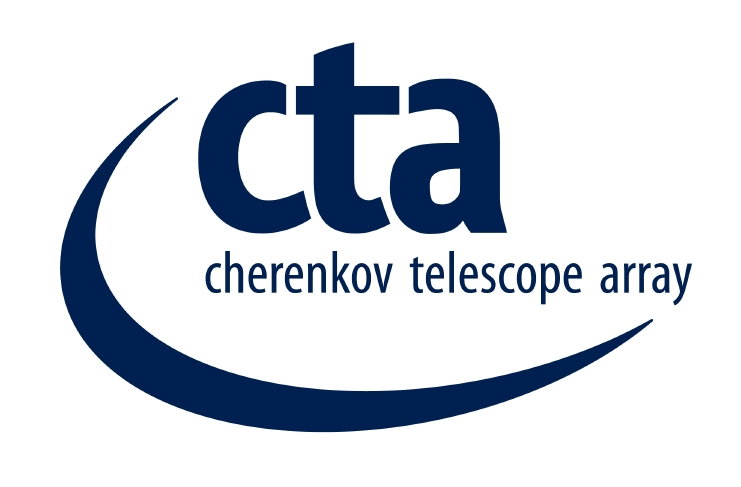
Логотип проєкту CTA

Масив черенковських телескопів (англ. The Cherenkov Telescope Array, CTA) — інтернаціональний проєкт побудови наступного покоління наземних інструментів для дослідження космічного простору в діапазоні гамма-випромінювання від десятків ГеВ до понад 100 ТеВ. Обсерваторію пропонується зробити відкритою і доступною широкому співтовариству астрофізиків. Проєкт має складатися з двох масивів атмосферних черенковських телескопів: одного в північній півкулі з акцентом на вивчення позагалактичних об'єктів найнижчих енергій, а другого — в південній півкулі, що має покривати повний діапазон енергій та фокусуватися на галактичних джерелах. Програма CTA з фізики охоплює не тільки астрофізику високих енергій, але й космологію та фундаментальну фізику.
CTA намагається вдосконалити на порядок чутливість сучасного покоління IACT, таких як MAGIC, H.E.S.S. та VERITAS. Передбачається, що він буде складатися з десятків IACT з різноманітними розмірами дзеркал. Виробництво перших телескопів розпочали 2013 року. CTA розробляє та будує міжнародне співтовариство вчених за ініціативою європейських інституцій. Цей проєкт внесено в довгостроковий план Європейського Форуму Стратегії Наукових Інфраструктур (European Strategy Forum on Research Infrastructures, ESFRI), Європейської Мережі Фізики Астрочастинок (European Astroparticle Physics) ASPERA та Мережі Європейської Астрофізики ASTRONET.
Увесь проєкт, що включає 19-тарілочний масив у північній півкулі та 99-тарілочний масив у південній півкулі, коштуватиме приблизно €200 мільйонів євро (або $277 мільйонів доларів США). Станом на 2023 рік, початок роботи масиву планується в 2026 році.

## Передумови створення
Поточні знання про високі енергії нетеплового Всесвіту в режимі енергій ТеВ переважно базуються на спостереженнях наземних інструментів.  Перше джерело ТеВ гамма-променів (Крабоподібна туманність) виявили 1989 року. Між тим, результати останніх поколінь телескопів показали, що небо багате на різні класи об'єктів, які випромінюють гамма-промені у цьому енергетичному режимі. Понад 80 ТеВ-джерел відомі на сьогодні. Більшість з цих джерел було виявлено протягом останніх декількох років за допомогою H.E.S.S. (стереоскопічна система візуалізації атмосферних телескопів Черенкова), телескопа MAGIC, телескопів CANGAROO тощо. Обстеження центральної частини нашої Галактики за допомогою H.E.S.S. виявило в галактичній площині велику кількість нових джерел. . Більшість джерел правдоподібно асоціаційовані з уже відомими об'єктами, такими як, пульсари та інші залишки наднових, які спостерігалися в інших діапазонах хвиль. Однак, було виявлено новий клас «темних джерел», які досі не спостерігалися в інших енергетичних діапазонах. Ці джерела можуть бути ключем до вирішення загадки походження галактичних космічних променів. Відкриття двох ТеВ-гамма-випромінюючих рентгенівських подвійних (H.E.S.S. і MAGIC) дало можливість вивчати фізику дуже компактних об'єктів сонячної маси (нейтронних зір або чорних дір) як частин у цих подвійних системах. Були виявлені позагалактичні джерела на відстані до трьох мільярдів світлових років. 
Вражаючі досягнення фізики, отримані за допомогою цих інструментів спонукали європейських астрофізиків побудувати наземні гамма-обсерваторії черенковських телескопів. Перша нарада відбулася в Берліні 4-5 травня 2006 року. З початку 2008 року консорціум CTA проводить дослідження з метою оптимізації продуктивності майбутньої обсерваторії і вивчає можливі шляхи реалізації проєкту.

## Призначення
Масив черенковських телескопів (МЧТ) має складатися з двох частин: масив південної півкулі, що охоплюватиме енергетичний діапазон від 10 Гев до порядку 100 Тев, і масив північної півкулі, що працюватиме в низькому енергетичному діапазоні (від 10 Гев до 1 Тев). У південній частині обсерваторії більше уваги приділятимуть глибокому дослідженню галактичних джерел, а в північній — спостереженням північних позагалактичних об'єктів. Кожна частина буде мати власний сайт, але керувати буде один консорціум. Більшу частину часу телескоп буде відкритий для всього астрофізичного співтовариства. Отримані результати спостережень будуть спочатку корегувати фахівці, а потім їх публікуватимуть для загальної обробки.

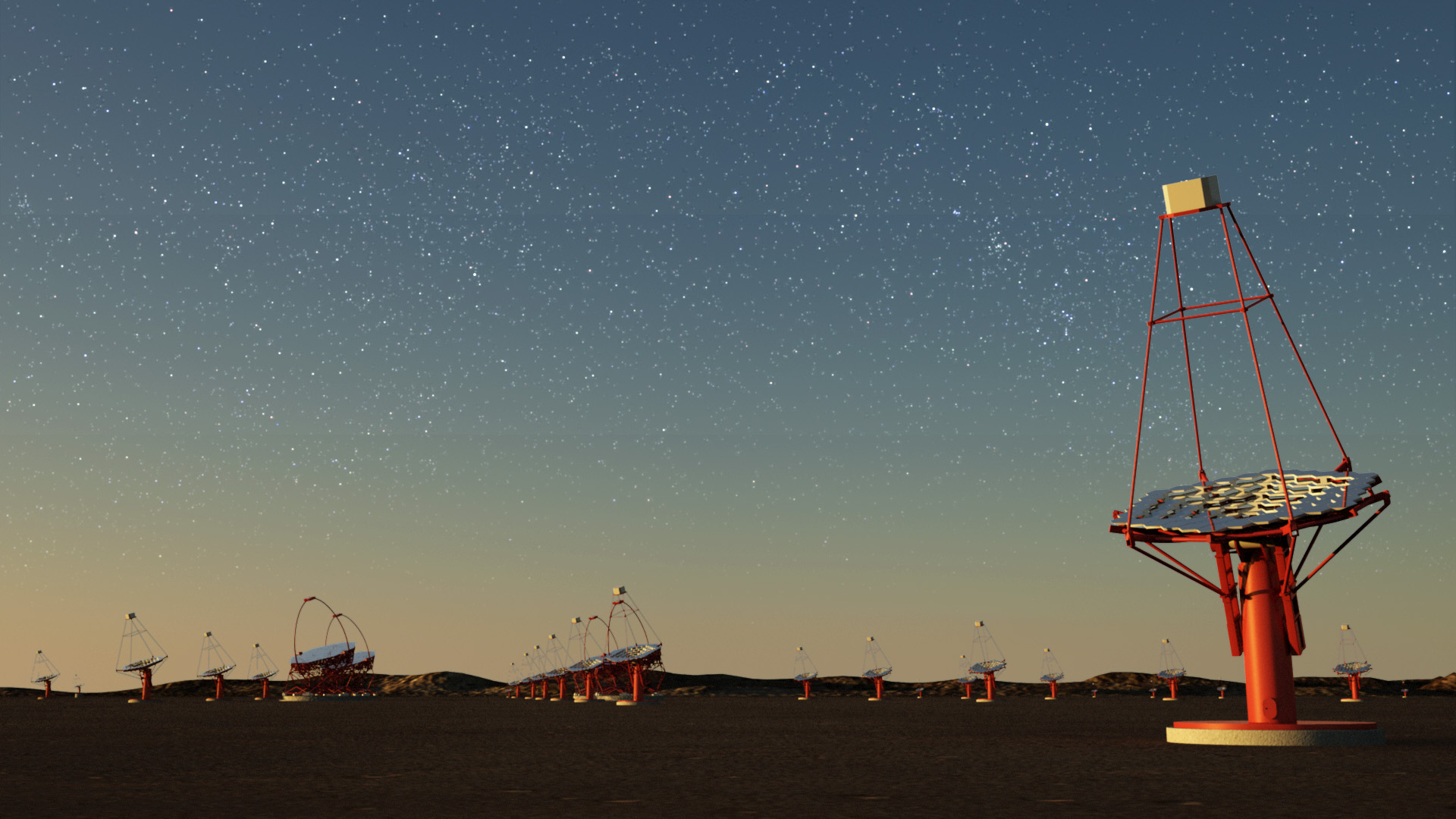
Масив черенковських телескопів в уяві художника (Г. Перез, 2011)

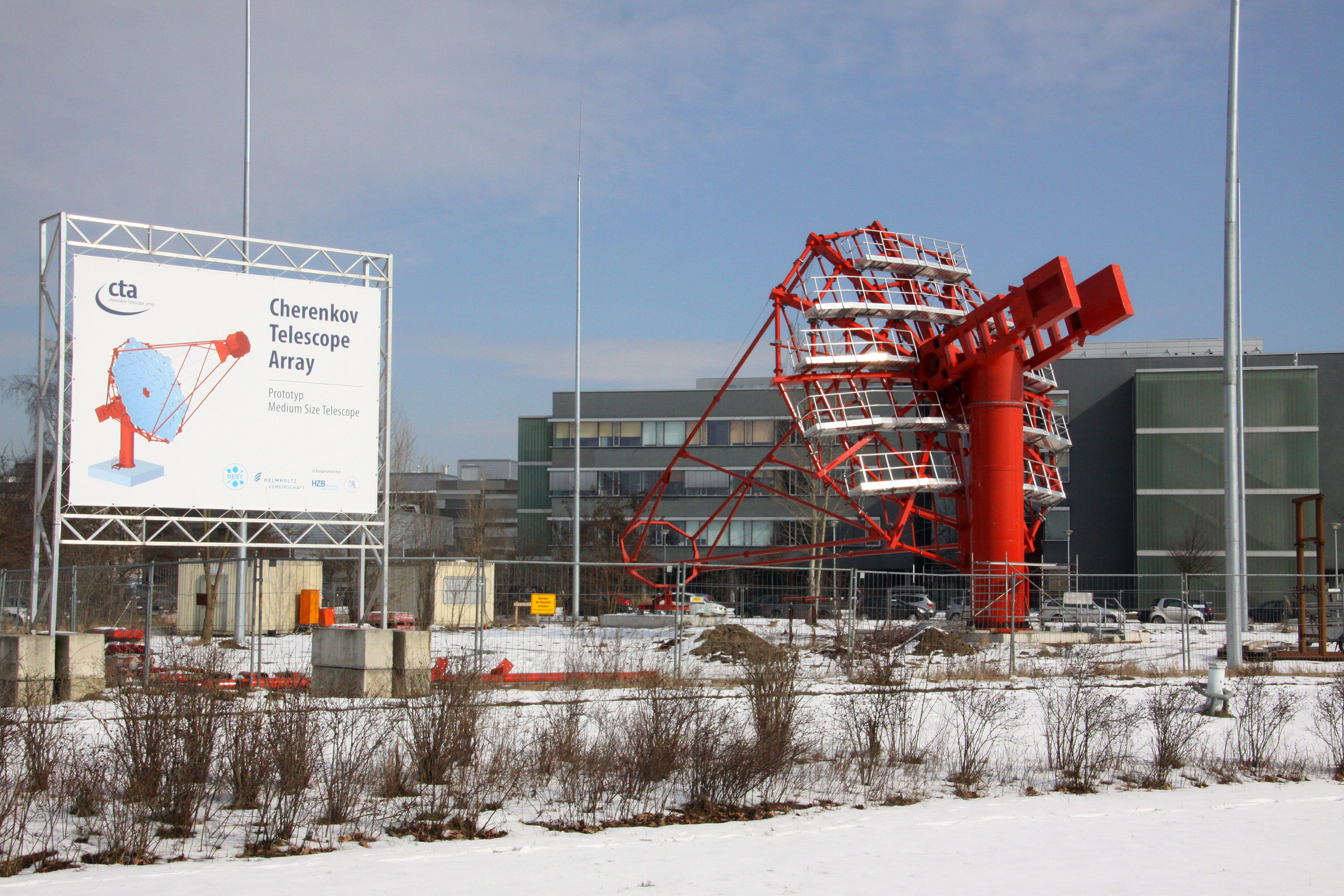
Прототип 12-метрового телескопа CTA в процесі побудови; Берлін, Німеччина, березень 2013

Останніми роками наземна гамма-астрономія зробила значний прорив, головним чином за допомогою таких інструментів, як CANGAROO, H.E.S.S., MAGIC, MILAGRO і VERITAS. Ці спостереження дають неоціненний внесок не тільки в розвиток астрофізики, але й у фізику елементарних частинок та космологію. При одночасному огляді неба за допомогою двох телескопів — H.E.S.S. і MAGIC — стало можливим вивчення об'єктів сонячної маси. На основі спектрів далеких джерел можна робити висновки про величину магнітного поля й структуру речовини в тих областях. Головною метою гамма-астрономії є розуміння процесу прискорення елементарних частинок. Тому, за задумами творців проєкту Масиву черенковських телескопів, він також буде працювати в кооперації з іншими великими гамма-телескопами.
Основними напрямками роботи масиву має бути дослідження походження космічних променів, вивчення природи й розмаїття їх прискорювачів, темної матерії та чорних дір.

## Особливості проєкту
МЧТ буде відрізнятися від своїх попередників поліпшеною на порядок чутливістю, збільшеним полем зору та високою кутовою роздільною здатністю. Всі ці характеристики дадуть можливість ототожнювати морфологічні особливості спостережуваних об'єктів. Точної конструкції МЧТ ще не розроблено, але вже відомо, що він буде складатися з декількох 12-метрових телескопів, розташованих по периметру, і 3 — 4 метрових ширококутних телескопів. Одним із важливих завдань, що постали перед організаторами комплексу інструментів такого рівня, — оснащення його електронікою із прецизійною точністю (порядку наносекунд) і фотопомножувачами з високою квантовою ефективністю.
При сприянні консорціуму була створена МЧТ — Віртуальна Організація (CTA-Virtual Organisation) у рамках проєкту EGEE (Enabling Grids for E- Scienc), фінансованого Європейським союзом. На її основі будуть проводитися популяризаторські заходи, як серед студентів, так і серед людей, далеких від астрономії.
У липні 2015 досягнута згода про побудову масивів на територіях обсерваторій Роке-де-лос-Мучачос (Іспанія) та Паранал (Чилі)

## Участь України
Силами обсерваторій Львівського та Київського університетів, а також ІППММ ім. Я. Підстригача бере участь в проєкті CTA і є повноправним членом цього міжнародного проєкту. Серед іншого, вклад українських вчених полягає в моделюванні випромінювання, яке має спостерігати телескоп.

## Інші наземні черенковські гамма-телескопи
- VERITAS
- MAGIC
- ГТ-48
- H.E.S.S.